# Shōnen Jump+
Shōnen Jump+ (少年ジャンプ+, Shōnen Janpu Purasu, parfois abrégée en Jump+ ou J+) est une plateforme de lecture de mangas en ligne et une application mobile appartenant à Shūeisha lancée le 22 septembre 2014. Jump+ distribue les éditions numériques du Weekly Shōnen Jump et propose également la lecture en ligne de titres originaux et ainsi que des séries publiées dans d'autres magazines de manga de Shūeisha. Bien que le nom de la plateforme est issu du magazine de type shōnen, certaines créations originales de la plateformes peuvent être destinées à un lectorat féminin.
Les séries exclusives du J+ sont ensuite publiées dans des volumes reliés sous la marque Jump Comics+. La plateforme accueille aussi régulièrement des one shot récompensés aux différents concours jeune talent comme le Jump New World Manga Award ou le Prix Tezuka. Les créations originales notables publiées dans Jump+ incluent Spy × Family, Hell's Paradise: Jigokuraku ou encore World's End Harem.
En dehors du Japon, Shūeisha exploite la plateforme sous le nom de Manga Plus depuis janvier 2019.

## Histoire

### Prémices
Dans les années 1990, le Weekly Shōnen Jump a atteint un pic de tirage hebdomadaire de 6,53 millions d'exemplaires. Cependant, face au déclin de la presse écrite et à un tirage toujours en baisse depuis les années 2010,, atteignant moins de 1,6 million en mars 2020,, la maison d'édition Shūeisha décide de se tourner vers la distribution et l’exploitation numérique de ses licences.
Une édition numérique gratuite du Weekly Shōnen Jump a été publiée à la suite du séisme et du tsunami de la côte Pacifique du Tōhoku en 2011, après que les lignes d'expédition et de distribution aient été touchées par la catastrophe. La publication du magazine numérique était difficile à l'époque en raison des flux de travaux différents de la publication de la version imprimée. En 2012, Shūeisha a lancé l'application de librairie en ligne Jump Book Store (ja), qui a connu un léger succès commercial et est devenue une source d'inspiration pour le Shōnen Jump+.
En 2013, Shūeisha a lancé la plateforme de mangas en ligne Jump LIVE (ja). Bien que l'application ait été téléchargée plus d'un million de fois en trois semaines, le service éditorial a trouvé qu'elle contenait trop de contenu et qu'il était difficile de faire la distinction entre le contenu gratuit et le contenu payant. Shūeisha arrêtant finalement l'exploitation de la plate-forme. Néanmoins, l'expérience du lancement d'une plateforme en ligne a aidé la maison d'édition pour le développement de Shōnen Jump+,.

### Depuis le lancement
Shōnen Jump+ est lancé le 22 septembre 2014 avec plus de 30 séries de mangas, dont certaines ont été transférées du Jump LIVE, notamment ēlDLIVE (en) et Nekoda-biyori. La version numérique du Weekly Shōnen Jump est également distribuée dans le Shōnen Jump+ qui peut être achetée par numéro ou par abonnement mensuel,.
En comparaison du Weekly Shōnen Jump, les titres publiés dans Shōnen Jump+ sont soumis à des restrictions éditoriales plus laxistes concernant le contenu explicite. Selon Shūhei Hosono, l'éditeur en chef du Shōnen Jump+, le nombre d'utilisateurs actifs hebdomadaires est passé de 1,1 million à 1,3 million entre avril et mai 2016 ; Hosono a noté que cette augmentation est initiée par la sortie de Fire Punch et World's End Harem, qui contiennent tous deux des représentations de sexe et de violence non autorisées dans le Weekly Shōnen Jump. À partir de 2017, le Weekly Shōnen Jump a commencé à publier des œuvres réalisées par des mangakas qui avaient déjà publié une série sur Shōnen Jump+, comme We Never Learn de Taishi Tsutsui, Chainsaw Man de Tatsuki Fujimoto et Mitama Security: Spirit Busters (en) de Tsurun Hatomune.
2019 représente une importante année pour la plateforme. Spy × Family, lancée en début d'année, a attiré de nombreux utilisateurs vers l'application, en particulier des femmes ; depuis le lancement de la série, la proportion d'utilisatrices de l'application a augmenté de 5%, tandis que 60 à 65% étaient des hommes en février 2020. Les œuvres originales du Jump+ sont aussi pour la première fois adaptées dans d'autres formats ; une série télévisée d'animation pour Astra - Lost in Space et un drama pour Hidarikiki no Eren (ja). Astra - Lost in Space remporte également le 12e Grand prix du manga, devenant le premier manga en ligne à obtenir cette distinction. En août 2019, la popularité croissante de Spy × Family la place promptement 1re dans la catégorie « Web Manga » des Next Manga Awards, organisés par le magazine Da Vinci de Media Factory et le site web Niconico.
Shūhei Hosono, soucieux des nombreux lecteurs de manga à l'étranger, a souhaité rendre accessible le catalogue au reste du monde ; les discussions à propos d'une version mondiale ont commencé en 2017 qui s'est concrétisée le 28 janvier 2019 sous le nom de Manga Plus. Elle est initialement proposée en anglais et en espagnol. Toujours en 2019, Shūeisha a produit Marvel × Shōnen Jump+ Super Collaboration (en), une série de collaboration avec Marvel Comics composée de sept one-shots réalisés par divers artistes du Weekly Shōnen Jump, dont Kazuki Takahashi de Yu-Gi-Oh!. En décembre 2020, Deadpool: Samurai débute sa publication en feuilleton sur la même plateforme après le one-shot d'octobre 2019.
Lancée en juillet 2020, Kaiju no 8 représente l'une des séries les plus populaires du Shōnen Jump+ avec plus de 30 millions de vues cumulés en octobre 2020, ce qui en fait également la série de la plateforme à atteindre ce nombre le plus rapidement.
En janvier 2015, la plateforme compte plus de 2,6 millions de téléchargement après 4 mois d'exploitation, ce qui en fait le troisième plus grand nombre de téléchargements pour les applications japonaises qui distribuent des mangas originaux, et parvient à rassembler un million d'utilisateur qui utilisent l'application au moins une fois par semaine (environ  40%). En septembre 2015, elle dépassait les 4 millions de téléchargements après un an de mise en service. En mai 2019, l'application a été téléchargée 10 millions de fois ; la plateforme compte 2,5 millions d'utilisateurs actifs par semaine en combinant les chiffres de l'application et du site web. Elle a également généré plus de 12 milliards de yens de chiffres d'affaires.

## Titres originaux
- Adieu Eri
- 2.5-jigen no yūwaku
- Abyss Rage (ja)
- Arata Primal: The New Primitive
- Astra - Lost in Space
- Blue Flag
- Dandadan
- Dear Sa-chan
- Demon Slave
- Dricam!!
- East, Into The Night
- ēlDLIVE (en)
- Fire Punch
- Girl Meets Rock!
- Heart Gear
- Hell's Paradise: Jigokuraku
- Hidarikiki no Eren (ja)
- Hina Change
- Hope You're Happy, Lemon
- Kaien no Bell de oyasumi
- Kaiju n°8
- Kindergarten Wars
- Look Back
- KoLD8: King of the Living Dead
- Land Lock
- Magilumiere Co. Ltd.
- Moon Land (ja)
- Nano Hazard
- Nisekoi, Kosaki Magical Pâtissière
- No\Name (en)
- Ore o suki nano wa omae dake ka yo
- Soloist in A Cage
- Spotless Love: This Love Cannot Be Any More Beautiful.
- Spy × Family
- Time Shadows
- 'Tis Time for "Torture," Princess
- The Sign of Abyss (ja)
- The Vertical World (ja)
- Ultramarine Magmell (ja)
- World's End Harem